# Akrobacja indywidualna
Akrobacja indywidualna to sportowa dyscyplina spadochronowa. Polega ona na poprawnym wykonaniu, w czasie swobodnego spadania, w jak najkrótszym czasie wiązanki sześciu figur (dwa salta w tył, cztery spirale)

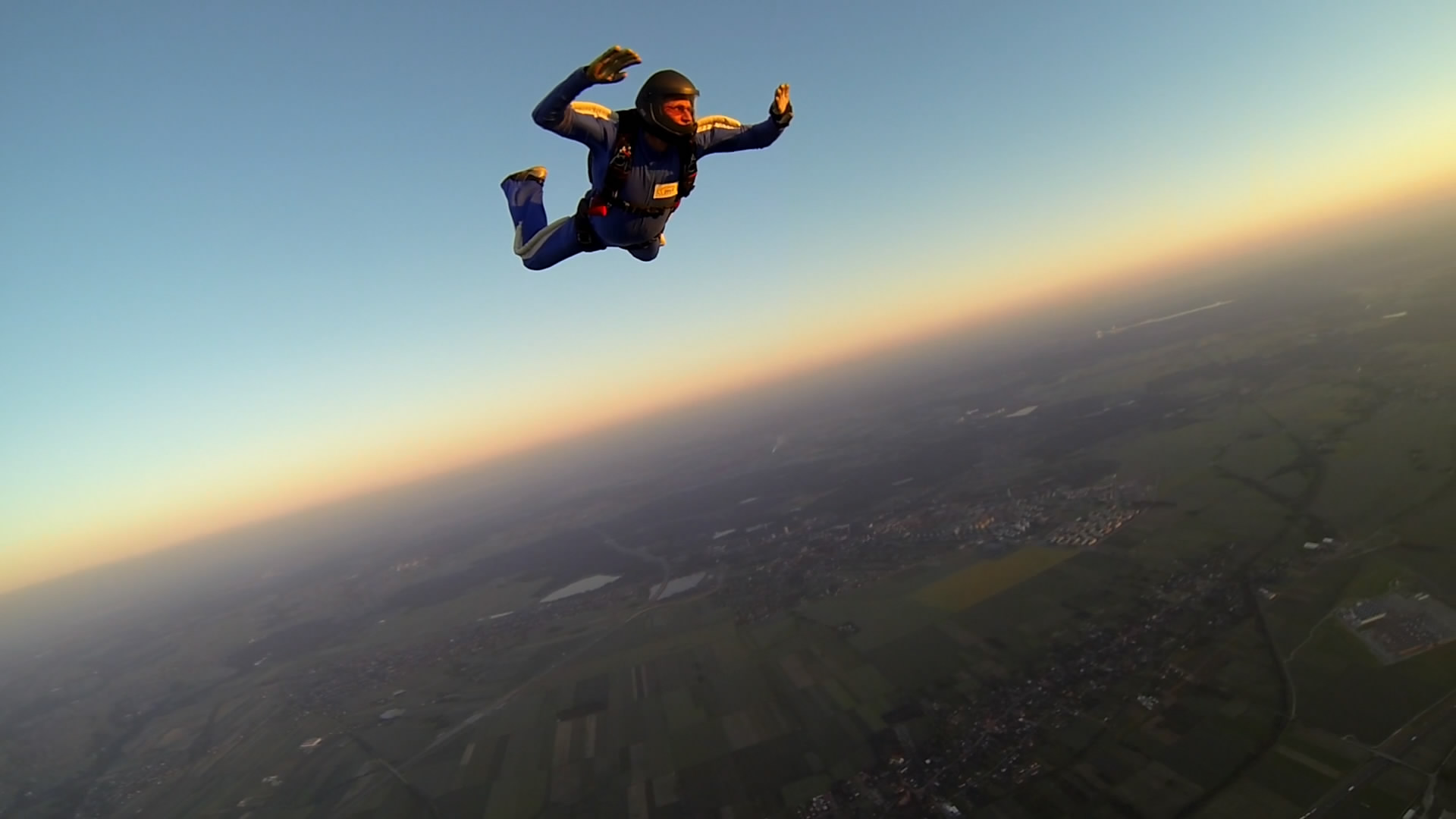
Swobodne spadanie – płaska sylwetka (czerwiec 2014)

W 1985 roku, we wprowadzonej początkowo do zawodów konkurencji skoków z opóźnionym otwarciem, ocenie podlegała dokładność opóźnienia i utrzymanie stabilnej pozycji spadania. Z czasem konkurencja ta przekształciła się w konkurencję akrobatyczną, gdzie zawodnik po wyskoczeniu z samolotu lecącego na wysokości 2000 m i po osiągnięciu jak największej prędkości spadania, a taką osiąga się po upływie około 12 sekund, musiał wykonać na określonym kierunku wiązankę figur, składającą się z czterech spiral i dwóch salt, np.: spiralę w lewo, spiralę w prawo, salto w tył, spiralę w prawo, spiralę w lewo, salto w tył i otwierać spadochron przed upływem 30 sekund, od momentu oddzielenia się od pokładu statku powietrznego. Sędziowie znajdujący się na ziemi i obserwujący skoczka przez telemetry, oceniali czas i poprawność wykonania wiązanek.
Obecnie, na odprawie technicznej, losuje się kolejność skoków z zestawu czterech wiązanek: lewa, prawa, lewy krzyż i prawy krzyż. Skok musi być wykonany z wysokości 2200 m. Najście samolotu musi być wykonane dokładnie z wiatrem. Każdy zawodnik musi dokładnie widzieć cel, w którym są ustawione kamery. Oznakowanie musi mieć wymiary około 200 stóp kwadratowych. Zawodnik wyskakuje z samolotu na komendę z ziemi przekazaną do samolotu technicznymi środkami łączności. Ocenę skoku na akrobację stanowi czas wykonania wiązanki w sekundach, z dokładnością do 1/100 sek. plus czasy kar, za niedokładnie wykonane figury. Czas mierzy się do 16,0 sek., a rozpoczyna się go mierzyć w momencie gdy zawodnik rozpoczyna pierwszą figurę. Sędziowie oceniają skok na podstawie materiału nagranego kamerą.
Skoki na celność lądowania i akrobacja stanowią konkurencje klasyczne, w których od 1951 roku rozgrywane są, co dwa lata, Spadochronowe Mistrzostwa Świata. Pełną akrobację, tzw. spirale z saltami, wprowadzono na VI Spadochronowych Mistrzostwach Świata, rozgrywanych w USA w 1962 roku. Na poprzednich mistrzostwach akrobacja polegała na wykonywaniu samych spiral. Wyniki w celności indywidualnej i w akrobacji dają wynik dwuboju spadochronowego.